# Zbigniew Simoniuk
Zbigniew Simoniuk (ur. 13 lutego 1949, zm. 8 stycznia 1983 w Białymstoku) – opozycjonista, działacz białostockiego Komitetu Obrony Więzionych za Przekonania, oraz NSZZ „Solidarność” w okresie gdy związek był jeszcze legalny, więzień polityczny, ofiara stanu wojennego.

## Życiorys
W styczniu 1981 roku w niewyjaśnionych okolicznościach został oblany płynem łatwopalnym i poparzony, na jednej z białostockich ulic, w kwietniu tego samego roku zaginął na kilka dni, prawdopodobnie został uprowadzony. Odnaleziono go w skrajnym wyczerpaniu, ze śladami po biciu i poparzeniami. Według relacji maltretowany był w niezidentyfikowanej piwnicy. W obu przypadkach poszlaki wskazywały na funkcjonariuszy MO. 
Po wprowadzeniu stanu wojennego, od 13 grudnia 1981 roku, był internowany, a od 21 października 1982 roku, odbywał wyrok dwu lat pozbawienia wolności za działalność podziemną na terenie białostockiego więzienia. Przewożono go do różnych aresztów na terenie całej Polski, dwukrotnie udało mu się uciec.
Według oficjalnej wersji zmarł śmiercią samobójczą przez powieszenie w celi białostockiego aresztu na ulicy Kopernika. Śledztwa w tej sprawie z lat 1983 i 1991 nie wykazały działań osób trzecich. Mimo wszystko współpracownicy Simoniuka twierdzą, iż został zamordowany. Tuż przed śmiercią, miał informować prokurator Marię Zawadzką, zajmującą się jego sprawą, że lęka się o swoje życie, jego podania jednak były ignorowane. Na zdjęciach z pogrzebu Simoniuka widać, iż miał zagipsowane ręce, co świadczy, iż nie mógł się zabić samodzielnie. IPN prowadzi śledztwo w tej sprawie.